# Сугаш (река)
Сугаш (в верховье Аксугаш) — река в России, протекает по Усть-Коксинскому и Усть-Канскому районам Республики Алтай. Устье реки находится в 31 км от устья реки Абай по левому берегу. Длина реки составляет 25 км.

## Притоки
- 3 км: Камдыт
- 6 км: Чёрный Сугаш
- 13 км: Делд-Сугаш

## Данные водного реестра
По данным государственного водного реестра России относится к Верхнеобскому бассейновому округу, водохозяйственный участок реки — Катунь, речной подбассейн реки — Бия и Катунь. Речной бассейн реки — (Верхняя) Обь до впадения Иртыша.